# Tasso Andrade
José Tasso de Andrade, mais conhecido como Tasso Andrade, (João Pessoa, 19 de abril de 1942) é um engenheiro, economista e político brasileiro, outrora deputado federal pelo Espírito Santo.

## Dados biográficos
Filho de Raimundo Araújo de Andrade e Maria das Vitórias Oliveira de Andrade. Durante o mandato de seu pai como prefeito de Cachoeiro de Itapemirim, foi chefe de gabinete do mesmo e secretário municipal de Obras. Em 1969 formou-se engenheiro de saneamento e de estradas pela Escola Politécnica da Universidade Federal do Rio de Janeiro,  e no ano seguinte graduou-se economista pela Universidade Candido Mendes.
Eleito deputado federal pela ARENA em 1970, não se reelegeu no pleito seguinte. Nomeado diretor de Administração e Suprimentos e depois presidente da Espírito Santo Centrais Elétricas a partir de 1976, desligando-se da mesma após dez anos. Filiado ao PFL, elegeu-se deputado estadual em 1986 e prefeito de Cachoeiro de Itapemirim em 1992. Presidente do diretório estadual do partido em 1995, elegeu-se deputado estadual em 1998, sendo chefe do Gabinete Civil no governo José Ignácio Ferreira. Renovou o mandato parlamentar via PTC em 2002. De volta ao PFL em 2005, não se reelegeu no pleito seguinte.
Seu pai foi eleito deputado federal pelos capixabas em 1962 e 1966.